# 宇治市立槇島小学校
宇治市立槇島小学校（うじしりつ まきしましょうがっこう）は、京都府宇治市槇島町にある公立小学校。略称は「槇小」。

## 沿革
1872年（明治5年）の学制発布により、莵道小学校の槇島分校として発足したのが始まりである。1882年（明治15年）2月には前年の槇島村成立に伴い莵道小学校から独立し、槇島小学校として創立した。そのため1882年が槇島小学校の創立年となっている。5年後の1887年（明治20年）には小学校令の改正により、槇島尋常小学校へ改称し、更に1906年（明治29年）には高等科が設置されたことに伴い槇島尋常高等小学校へ改称した。
1941年4月には国民学校令により槇島国民学校へ改称し、戦後の学制改革により1947年4月には槇島村立槇島小学校へ改称した。
現在の校名となったのは町村合併で宇治市が誕生した1951年3月のことである。

### 年表
- 1872年 - 菟道小学校の分校として開校
- 1882年2月 - 槇島小学校創立
- 1887年12月 - 小学校令の改正により、槇島尋常小学校へ改称
- 1906年4月 - 高等科を併設し、槇島尋常高等小学校へ改称
- 1929年4月 - 校舎改築落成式（前校舎）挙行
- 1941年4月 - 国民学校令により、槇島国民学校へ改称
- 1947年4月 - 学制改革により、槇島村立槇島小学校へ改称
- 1947年7月 - 槇島小学校育友会を結成
- 1951年3月 - 町村合併に伴う宇治市成立により、宇治市立槇島小学校へ改称
- 1957年10月 - 完全給食（B型）を開始
- 1961年10月 - 第2室戸台風の被害を受ける
- 1963年10月 - 観察用池竣工
- 1964年12月 - 槇島小学校校舎建築促進委員会結成
- 1966年12月 - 大蔵大臣より子供銀行の表彰を受ける
- 1968年8月 - 現在地に移転（新校舎竣工）
- 1970年7月 - プール竣工
- 1972年3月 - 体育館竣工
- 1981年1月 - 日本学校体育研究連合会長より全国表彰受賞
- 1982年12月 - 槇島小学校百周年記念事業として槙島百年史を発行
- 1983年4月 - 宇治市立北槇島小学校を分離
- 1992年11月 - 全国健康推進学校として表彰を受ける
- 2000年4月 - 情緒障害学級（すみれ学級）を設置
- 2008年11月 - 本館・東館・体育館耐震補強工事竣工

## 主な行事
1学期
- 4月
  - 入学式・始業式
  - 家庭訪問
  - 身体測定
- 5月
  - 定期健康診断
  - 春の遠足
- 6月
  - 運動会
  - 避難訓練
  - 個人懇談会
- 7月
  - 水泳教室
  - 終業式

2学期
- 8月
  - 始業式
- 9月
  - 槇島フェスティバル
- 10月
  - 林間学習
  - 修学旅行
- 12月
  - マラソン大会
  - 終業式

3学期
- 1月
  - 始業式
  - 避難訓練
- 2月
  - 6年生を送る会
- 3月
  - 修了式・卒業式

## 主な進学先
卒業後は基本的に2校へ別れて進学する。
- 宇治市立北宇治中学校（一部地区）
- 宇治市立槇島中学校（一部地区）

## 周辺施設
- 槇島町吹前団地
- 槇島地域福祉センター

## 交通アクセス
- 近鉄京都線 小倉駅
- JR奈良線 宇治駅下車

## 通学区域が隣接している学校
- 宇治市立北槇島小学校
- 宇治市立北小倉小学校
- 宇治市立小倉小学校
- 宇治市立菟道第二小学校
- 宇治市立菟道小学校
- 宇治市立南部小学校